# Mandla Mandela
Mandla Mandela   (Orlando, 1974) és el cap tribal del Consell Tradicional de Mvezo i net de Nelson Mandela. Mandela és membre del parlament del Congrés Nacional Africà des de les eleccions del 2009.

## Biografia
Es va formar a Waterford Kamhlaba, un United World College a Swazilàndia (ara Eswatini), fins a 1995. Es va graduar a la Universitat de Rhodes amb una llicenciatura en Política el 2007.
El seu pare, Makgatho Mandela, va morir el 2005, fet que li va obrir el camí cap a la direcció del clan, que va assumir el 2007, després del rebuig del seu avi, Nelson Mandela.
La seva primera dona va ser Tando Mabuna-Mandela. Es van casar el juny de 2004 en una cerimònia civil. Va sol·licitar el divorci el 2018 i l'anul·lació dels seus altres matrimonis.
La seva segona esposa és Anaïs Grimaud, una ciutadana francesa nascuda l'any 1990 a Reunió, que va canviar el seu nom pel de Nkosikazi Nobubele. Es van casar el març de 2010 en una cerimònia tradicional. Va donar a llum el setembre de 2011 a Qheya II Zanethemba Mandela, que va ser presentat al seu besavi Nelson Mandela en una cerimònia de bateig a Qunu. L'agost de 2012 va negar-ne la paternitat, al·legant que era fruit d'una aventura amb el seu germà.
La seva tercera dona és Mbali Makhathini (o, com s'anomena d'una altra manera, Nkosikazi Nodiyala Mandela), amb qui es va casar el 24 de desembre de 2011 a Mvezo.
Membres de la família Mandela es van acostar al Tribunal Superior de Mthatha el juliol de 2013 per obligar Mandela a retornar les restes de tres dels fills de Nelson Mandela a Qunu. Mandela els havia traslladat a Mvezo, sense consultar la família Mandela el 2011. La família també va presentar un cas penal per manipulació d'una tomba. Un jutge del Tribunal Superior de Sud-àfrica, el jutge Lusindiso Phakade, va donar la raó als denunciants. Va ordenar a Mandela que exhumés i tornés a enterrar els cossos a Qunu.
El 6 de febrer de 2016, es va casar amb la seva quarta dona, Raabia Clarke, en una cerimònia islàmica a Ciutat del Cap. Mandela es va convertir a l'islam uns dos mesos abans del casament, un requisit per casar-se amb la comunitat islàmica.
Va participar en la inauguració del Campionat Africà de Nacions (CHAN) de futbol a Algèria del 2023, on va aprofitar el discurs per reclamar l'alliberament del Sàhara Occidental. Aquest fet va ser durament criticat per la Federació Reial Marroquina del Futbol (FRMF).